# Бравко, Николай Осипович
Николай Осипович Бравко (21 января 1900, Симферополь — 18 сентября 1972; неизвестно) — советский актёр, режиссёр, сценарист. Участник Великой Отечественной войны.

## Биография
Родился 21 января 1900 года в Симферополе.
С 1918 года Бравко начинает служить в рядах Красной Армии батальонным комиссаром и политруком.
Пошел получать знания Николай Бравко в институт Красной профессуры и МГУ (3-го курса). С 1922 года по 1923-й год учился в студии Пролеткино и Арменкино (позже переименовали студию в Арменфильм).
С 1923 года стал являться актёром, по совместительству был ассистентом и помощником режиссёра на студиях «Пролеткино» и Арткино-Север".
В 1925—1938 гг. — режиссёр на киностудиях Союзкино, Межрабпомфильм, Мосфильм (с 1928 года в изобретательной группе звукового кино П. Г. Тагера), а с 1939—1941 гг. — режиссёр Центрального телевидения.
Снял фильм «Беспризорный спортсмен» в 1926 году совместно с Николаем Богдановым и Леонидом Константиновским о жизни служащего телеграфа, решившего стать спортсменом. Фильм получил неоднозначные рецензии у критиков.
В 1931 снял фильм "Рядом с нами", где сценаристами были Михаил Ромм и Виктор Гусев. В фильме снялись Михаил Сидоркин, Константин Барташевич, Георгий Милляр.
С 1942 года и по 1944 год — режиссёр Главного управления цирков и хроники, а с 1945—1951 гг. — режиссёр Центрального телевидения, режиссёр музыкальных передач в телецентре на Шаболовке.
Ушёл из жизни 18 сентября 1972 года в возрасте 72-х лет. Место смерти неизвестно.

## Творческие работы

### Работы в кино
- 1924 — Банда батьки Кныша (бандит)
- 1924 — Всем на радость (кооператор)
- 1924 — Из искры пламя (Федька Онучин)
- 1924 — К надземным победам (красноармеец-комик)
- 1924 — Красный тыл (Бернс, немецкий офицер)
- 1925 — Чудесная книжка (рабочий-пьяница)

### Режиссёрские работы
- 1926 — Беспризорный спортсмен (короткометражный)
- 1931 — Рядом с нами
- 1959 — Композитор Имре Кальман (фильм-спектакль
- 1960 — Композитор Жак Оффенбах (фильм-спектакль)
- 1960 — На сон грядущий (фильм-спектакль)
- 1962 — Композитор Исаак Дунаевский (фильм-спектакль)
- 1962 — Композитор Ференц Легар (фильм-спектакль)
- 1963 — Октябрь (фильм-спектакль)

### Работы сценариста
- 1926 — Беспризорный спортсмен (короткометражный)
- 1960 — Композитор Жак Оффенбах (фильм-спектакль)

## Издания
- Дзига Вертов, Дарья В. Кружкова. Из наследия: Статьи и выступления. — Эйзенштейн-центр, 2004. — 658 с. — ISBN 978-5-901631-13-3.
- Геннадий Иткис, Марк Кривошеев. Строки судьбы. — Litres, 2022-11-16. — 665 с. — ISBN 978-5-04-510173-8.
- Музыкальная жизнь. — Изд-во «Музыка», 1984. — 688 с. (Наш режиссёр , Николай Бравко, подошел ко мне: «Текст ты знаешь хорошо — сама писала, по голосовыми Внешним данным подходишь — выручай»)
- Режиссёры советского художественного кино. Биофильмографический справочник, том 1, стр 65-66.